# Bixa arborea
Bixa arborea är en tvåhjärtbladig växtart som beskrevs av Huber. Bixa arborea ingår i släktet Bixa och familjen Bixaceae. Inga underarter finns listade i Catalogue of Life.